# Dacia Maraini
Dacia Maraini (Fiesole, 13. studenoga 1936.) talijanska je književnica. Bavi se ženskim problemima, a napisala je brojna dramska dijela i romane. Dobitnica je nagrada  Formentor za L'età del malessere (1963); Premio Fregene za Isolina (1985); Premio Campiello i nagradu za knjigu godine za La lunga vita di Marianna Ucrìa (1990); i Premio Strega za Buio (1999).  
Biografski dokumentarac redatelja Irish Braschi iz 2013. Io sono nata viaggiando (Rođena sam putujući) ispričao je priču o njenom životu, s posebnim naglaskom na razdoblje koje je provela u koncentracijskom logoru u Japanu tijekom Drugog svjetskog rata te na putovanja svijetom u društvu partnera Alberta Moravije i bliskih prijatelja Piera Paola Pasolinija i Marije Callas. 

## Život i karijera

### Rani život
Maraini je rođena u Fiesolu u Toskani. Kći je sicilijanske princeze Topazije Alliate di Salaparute, umjetnice i trgovkinje umjetninama, i Fosca Marainija, firentinskog etnologa i planinara, miješanog ticinskog, engleskog i poljskog porijekla koji je posebno pisao o Tibetu i Japanu. Njezina se obitelj preselila u Japan 1938. godine kako bi pobjegla od fašizma u Italiji. Bili su zatvoreni u japanskom koncentracijskom logoru u Nagoyi od 1943. do 1946. jer su odbijali priznati Mussolinijevu Republiku Salò, koja je bila saveznikom Japanskog Carstva. Nakon rata obitelj se vratila u Italiju i živjela na Siciliji u gradu Bagheria, pokrajina Palermo s majčinom obitelji.
Nedugo nakon toga njezini su se roditelji rastali, a otac se preselio u Rim gdje mu se, nekoliko godina kasnije, u dobi od osamnaest godina, pridružila i sama Dacia. Maraini se bavi ženskim problemima, a napisala je brojne dramske tekstove i romane. Obrazovala se na L'Istituto Statale della Ss. Annunziata, prestižnom internatu u Firenci. Na veliki dio Maraininog pisanja utjecali su njezini roditelji i i njihova uloga u njezinu životu. Maraini je odrasla uz pustolovnog oca i mamu koja je uvijek bila opterećena, a uz to je čitala knjige u kojima bi samo muškarci išli na istraživanja i putovanja. Ona navodi da ju je "uznemiravala činjenica da žena ne može krenuti na veliko putovanje. . ."
Udala se za Lucia Pozzija, milanskog slikara, ali su se rastali nakon četiri godine. Potom je postala partnerica Alberta Moravije, s kojime je bila u vezi od 1962. do 1983. godine.

### Karijera
Godine 1966. Maraini, Moravia i Enzo Siciliano osnovali su kazališnu družinu Del Porcospino čija je misija bila produkcija novih talijanskih predstava. Uključuju njezinu La famiglia normale, Moravijinu L'intervista, Sicilianovu Tazzu i djela Carla Emilia Gadde, Goffreda Parisea, J. Rodolfa Wilcocka i Tornabuonija. Godine 1971. potpisala je Otvoreno pismo L'Espressu o slučaju Pinelli protiv policajca Luigija Calabresija. Godine 1973. pomogla je osnovati kazalište Teatro della Maddalena koje su vodile isključivo žene.
Maraini je režirala svoj jedini dugometražni film L'amore coniugale od 1969. do 1973. Godine 1976. Maraini je režirala filmove Mio padre amore mio (Moj otac moja ljubavi), Aborto: parlano le donne (Abortus: žene govore), Le ragazze di Capoverde (Djevojke iz Capoverdea) i Ritratti di donne africane (Portreti afričkih žena) – serije od tri dijela.
Njeno pisanje za film uključuje scenarij za L'età del malessere (1968), scenarij za Uccidete il vitello grasso e arrostitelo (1970), suradnju na scenariju za Il fiore delle Mille e una notte (1974), dokumentarni film Aborto: Parlano le donne (1976), scenarij za TV filmski dokumentarac Abrami in Africa (1976), dokumentarni film u tri dijela Ritratti di donne africane (1977), scenarij za Storia di Piera (1983) i scenarij za La bocca (1990).
Maraini se okušala i u glumi glumiti. Imala je glavnu ulogu u dokumentarnom filmu Io sono nata viaggiando (2013) i ulogu naratorice u Caro Paolo (2013). Utjelovila je i samu sebe u filmovima Tutte le donne di Fassbinder (1997), Midnight Journal (1990), Sophia: Ieri, oggi, domani (2007), Kulturzeit (2012) i Tutte le storie di Piera (2013).

## Odnos s Italijom
U intervjuu koji je dala Monici Seger, Dacia Maraini je izjavila da se, unatoč privrženosti Italiji i njezinoj kulturi, ne osjeća kao kulturna ambasadorica. Vrlo često pokušava kritički analizirati svoju zemlju, budući da je sposobnost sagledavanja svijeta kritičkim očima jedna od dužnosti intelektualca. Njezina kritika temelji se na očekivanjima koja ima od svoje zemlje; što više intelektualci pokušavaju biti kritični prema svojoj zemlji, to više žele vidjeti da ona dobro funkcionira. Kao intelektualka, Maraini pokušava "rasvijetliti, uvjeriti druge ljude u ono što bi se moglo promijeniti u zemlji koja ima mogućnosti, velikoj zemlji, zemlji velikih ljudi koji su učinili velike stvari" jer želi "uvjeriti Talijane da [oni] mogu bolje".

## Pisanje i putovanje
Nadalje, i intervjuu se raspravlja o tome što za Maraini znači biti književnica i kritičarka.  Na primjer, njezina knjiga, La Seduzione dell'altrove, vrlo je značajna jer ocrtava njezin osjećaj prema svome radu. Prema njezinim riječima, pisanje i putovanja su i oblici bolesti i terapije. One su bolest jer su stresni i zamorni, ali istovremeno su i terapija jer joj daju priliku da “pogleda izdaleka i možda bolje vidi stvari”.

## Djelo
Bagheria (1993) je njeno jedino autobiografsko djelo. Njena djela imaju opći obrazac kojega se pridržavaju; niz kratkih priča i romana odražavaju njezinu "prefeminističku fazu" koju karakterizira osjećaj otuđenosti, potpune dezorijentacije i potrebe za samopotvrdom kroz seksualnost. Marainina "prijelazna faza", koju je najbolje okarakterizirao njen roman, A memoria, pokazuje ton koji se pomiče s pasivnosti na aktivnu potragu za inovativnim izrazom. Marainini kasniji i progresivniji romani, poput Donne in guerra (Žene u ratu), u kojima se njezini ženski likovi oslobađaju tradicionalnih rodnih uloga i istražuju svoju seksualnost i društveni aktivizam, odražavaju Maraininu uključenost u feministički pokret tijekom kasnih šezdesetih i početkom sedamdesetih godina.

### Teme
Neke od glavnih tema u Maraininim radovima su: osobna sloboda žena, razotkrivanje uporabe i zlouporabe moći i njezinih utjecaja na žene, žene koje se oslobađaju tradicionalnih rodnih uloga kako bi istražile svoju seksualnost i društveni aktivizam, ušutkavanje žena u društvu i njihovo pojavljivanje u svijetu mode,  povučenost i izolacija žena kao kazna za težnje ka neovisnosti i slobode žena,majčinstvo kao oblik zatočeništva za žene, a time i pobačaj kao njihova jedina opcija,  nasilje nad ženama i silovanje žena, žene koje sprječavaju da ih se doživljava kao seksualne objekte, i iskustvo likova s homoseksualnošću, pedofilijom i grupnim seksom.

## Maraini i feminizam
Iako Maraini navodi da je feministkinja samo zbog činjenice da je uvijek na strani žena, velik dio Maraininog rada klasificiran je kao feministički. Priroda Maraininog rada razvija se u skladu s promjenjivim položajem žena u talijanskom društvu Marainijini progresivni radovi pomogli su promijeniti opći dojam da bi žene trebale preuzimati isključivo kućanske uloge.
Dacia Maraini je prošla kroz “proces evolucije u ideologiji” podijeljen u dva oblika; jedan koji ocrtava bliske odnose pojedinca sa stvarnošću, a drugi koji se temelji na motivaciji za promicanje prava žena. Prema piscima poput Pallotte, niz kratkih priča i romana odražavao je Marainiin prefeministički stadij. Književna djela uključuju La vacanza (Odmor, 1962.), L'età del malessere (1963.). Njezinu predfeminističku fazu karakterizira osjećaj otuđenosti, potpune dezorijentacije i potreba za samopotvrdom kroz seksualnost. Pallotta navodi da je “socijalna i psihološka dezorijentacija [je] ukorijenjena u pasivnoj svijesti koja se odbija pomiriti sa stvarnošću”. Prijelazni stupanj karakterizira potreba za traženjem novih načina književnog izražavanja. Ove faze dovele su do feminističkog stajališta koje odražava feminističku svijest. Feministički romani uključuju A memoria i Donna in Guerra. Ovi romani su vrlo značajni i predstavljaju talijanski feministički pokret iz 1968. godine. Važnost ova dva djela je istraživanje “totalnog jedinstva” protagonista. Ovo potpuno jedinstvo može se smatrati dijelom sastavne faze njezina književnog izraza feminizma.

## Popis radova

### Romani
- La vacanza, Milano, Lerici, 1962.
- L'età del malessere, Torino, Einaudi, 1963.
- A memoria, Milano, Bompiani, 1967.
- Memorie di una ladra, Milano, Bompiani, 1972.
- Donna in guerra, Torino, Einaudi, 1975.
- Lettere a Marina, Milano, Bompiani, 1981.
- Il treno per Helsinki, Torino, Einaudi, 1984. ISBN 88-06-05721-9.
- La lunga vita di Marianna Ucrìa, Milano, Rizzoli, 1990. ISBN 88-17-66425-1.
- Bagheria, Milano, Rizzoli, 1993. ISBN 88-17-66476-6.
- Voci, Milano, Rizzoli, 1994. ISBN 88-17-66478-2.
- Dolce per sé, Milano, Rizzoli, 1997. ISBN 88-17-66468-5.
- Colomba, Milano, Rizzoli, 2004. ISBN 88-17-00440-5.
- Il gioco dell'universo. Dialoghi immaginari tra un padre e una figlia, con Fosco Maraini, Milano, Mondadori, 2007. ISBN 978-88-04-51218-9; La Nave di Teseo, 2020.
- Il treno dell'ultima notte, Milano, Rizzoli, 2008. ISBN 978-88-17-02166-1.
- La grande festa, Milano, Rizzoli, 2011. ISBN 978-88-17-05548-2..
- Menzogna felice, Roma, La Biblioteca di Repubblica-L'Espresso, 2011.
- Chiara di Assisi. Elogio della disobbedienza, Milano, Rizzoli, 2013. ISBN 978-88-17-06721-8.
- La bambina e il sognatore, Milano, Rizzoli, 2015. ISBN 978-88-17-08379-9.
- Corpo felice. Storia di donne, rivoluzioni e un figlio che se ne va, Milano, Rizzoli, 2018, ISBN 978-88-17-10491-3.

### Pripovijetke
- Mio marito, Milano, Bompiani, 1968.
- L'uomo tatuato, Napoli, A. Guida, 1990. ISBN 88-7188-003-X.
- Delitto, Lungro di Cosenza, Marco, 1990. ISBN 88-85350-01-1.
- Cinque donne d'acqua dolce, u Il pozzo segreto. Cinquanta scrittrici italiane, presentate da Maria Rosa Cutrufelli, Rosaria Guacci, Marisa Rusconi, Firenze, Giunti, 1993. ISBN 88-09-20294-5.
- La ragazza con la treccia, Roma, Viviani, 1994. ISBN 88-7993-028-1.
- Mulino, Orlov e Il gatto che si crede pantera, un Parole di donne, a cura di Adriana Moltedo, Viterbo, Stampa alternativa, 1994. ISBN 88-7226-191-0.
- Silvia, Ravenna, Edizioni del girasole, 1995. ISBN 88-7567-282-2.
- Il mostro dagli occhi verdi, un Racconti a teatro, Roma, Editori Riuniti, 1996.
- Buio, Milano, Rizzoli, 1999. ISBN 88-17-68019-2.
- Berah di Kibawa. Un racconto con dodici finali, Roma, Gremese, 2003. ISBN 88-8440-236-0.
- In volo, Mantova, Corraini, 2005. ISBN 88-7570-075-3.
- Un sonno senza sogni; Gita in bicicletta a Mongerbino, Bagheria, Drago, 2006. ISBN 88-95082-01-X.
- Ragazze di Palermo, Milano, Corriere della Sera, 2007.
- Il poeta-regista e la meravigliosa soprano, Milano, Corriere della Sera, 2008.
- La ragazza di via Maqueda, Milano, Rizzoli, 2009. ISBN 978-88-17-03366-4.
- La seduzione dell'altrove, Milano, Rizzoli, 2010. ISBN 978-88-17-04367-0.
- L'amore rubato, Milano, Rizzoli, 2012. ISBN 978-88-17-06081-3.
- Gita a Viareggio, Roma, Fahrenheit 451, 2013. ISBN 978-88-86095-77-8.
- Telemaco e Blob. Storia di un'amicizia randagia, Milano, Rizzoli, 2017. ISBN 978-88-17-09244-9.
- [contiene 3 racconti: L'esame, Il bambino vestito di scuro e Berah di Kibawa]

### Sabrana djela
- Romanzi, Collana Firme Oro n.3, Milano, Rizzoli, 2006, ISBN 978-88-486-0340-9.
- Romanzi e racconti, a cura di Paolo Di Paolo ed Eugenio Murrali, Collezione I Meridiani, Milano, Mondadori, 2021, ISBN 978-88-047-3585-4.

### Priče za djecu
- Storie di cani per una bambina, Milano, Bompiani, 1996. ISBN 88-452-2804-5.
- La pecora Dolly. E altre storie per bambini, Milano, Fabbri, 2001. ISBN 88-451-2703-6.
- La notte dei giocattoli, disegnata da Gud, Latina, Tunué, 2012. ISBN 978-88-97165-34-7.
- Onda Marina e il drago spento, illustrata da Simone Angelini, Roma, Giulio Perrone Editore, 2019.

### Poezija
- Botta e risposta poetica... o quasi, con Nicolò Maraini, Roma, Editrice dell'Orso, 1960.
- Crudeltà all'aria aperta, Milano, Feltrinelli, 1966.
- Donne mie, Torino, Einaudi, 1974.
- Mangiami pure, Torino, Einaudi, 1978. ISBN 88-06-01339-4.
- Dimenticato di dimenticare, Torino, Einaudi, 1982. ISBN 88-06-05474-0.
- Maraini, Stein, Roma, Il ventaglio, 1987.
- Viaggiando con passo di volpe. Poesie 1983-1991, Milano, Rizzoli, 1991. ISBN 88-17-66466-9.
- Occhi di Medusa, Calcata, Edizione del Giano, 1992.
- Se amando troppo. Poesie 1966-1998, con CD-ROM, Milano, Rizzoli, 1998. ISBN 88-17-86019-0.
- Notte di capod'anno in ospedale, Roma, Lepisma, 2009. ISBN 978-88-7537-103-6.

### Kazalište
- Il ricatto a teatro e altre commedie, Torino, Einaudi, 1970.
- Viva l'Italia, Torino, Einaudi, 1973.
- La donna perfetta, Venezia, La Biennale, 1974.
- La donna perfetta seguito da Il cuore di una vergine, Torino, Einaudi, 1975.
- Don Juan, Torino, Einaudi, 1976.
- Dialogo di una prostituta con un suo cliente. Con un dibattito sulla decisione di fare il testo e la preparazione dello spettacolo, Padova, Mastrogiacomo-Images 70, 1978.
- I sogni di Clitennestra e altre commedie, Milano, Tascabili Bompiani, 1981.
- Lezioni d'amore e altre commedie, Milano, Bompiani, 1982.
- Stravaganza, Roma, Serarcangeli, 1987.
- Paura e amore, con Margarethe von Trotta e Laura Novati, Milano, A. Mondadori, 1988. ISBN 88-04-31769-8.
- Erzbeth Bathory; Il geco; Norma 44, Roma, Editori & Associati, 1991.
- Veronica, meretrice e scrittora, Milano, Bompiani, 1992. ISBN 88-452-1880-5.
- La casa tra due palme, Salerno, Sottotraccia, 1995. ISBN 88-86351-05-4.
- Maria Stuarda. Mela, Donna Lionora giacubina, Stravaganza, Un treno, una notte, Milano, Biblioteca universale Rizzoli, 2001. ISBN 88-17-12693-4.
- Teatro anni Novanta
I, Veronica, meretrice e scrittora. La terza moglie di Mayer, Camille, Milano, Biblioteca universale Rizzoli, 2001. ISBN 88-17-12694-2.
II, Memorie di una cameriera. Storia di Isabella di Morra raccontata da Benedetto Croce, I digiuni di Catarina da Siena, Milano, Biblioteca universale Rizzoli, 2001. ISBN 88-17-12695-0
- Per Giulia, con la collaborazione di Angela Bove, della professoressa Maria Rosaria Carnevale, l'apporto delle parole delle amiche e del diario ritrovato di Giulia, Roma, Perrone, 2011. ISBN 978-88-6004-216-3.
- Per proteggerti meglio, figlia mia, Roma, Perrone, 2011. ISBN 978-88-6004-217-0.
- In viaggio da Itaca, con Gabriele Marchesini, Cesena, Il ponte vecchio, 2011. ISBN 978-88-6541-103-2.
- Lettere d'amore, lettere di Gabriele D'Annunzio in una cornice teatrale di Dacia Maraini, con CD, Roma, Perrone, 2012. ISBN 978-88-6004-226-2.
- Teresa la ladra, con CD, Roma, Perrone, 2013. ISBN 978-88-6004-273-6.
- Passi affrettati, Roma, Perrone, 2015. ISBN 978-88-6004-394-8.

### Scenografija
- Cuore di mamma, con Salvatore Samperi, Milano, Forum, 1969.

### Eseji
- Fare teatro. Materiali, testi, interviste, Milano, Bompiani, 1974.
- Suor Juana, in suor Juana Inés de la Cruz, Risposta a suor Filotea, Torino, La Rosa, 1980.
- Isolina. La donna tagliata a pezzi, Milano, A. Mondadori, 1985.
- La bionda, la bruna e l'asino, Milano, Rizzoli, 1987. ISBN 88-17-53514-1.
- Cercando Emma, Milano, Rizzoli, 1993. ISBN 88-17-66477-4.
- Un clandestino a bordo, Roma, Gabriele e Mariateresa Benincasa, 1993; Milano, Rizzoli, 1996. ISBN 88-17-84465-9.
- Il sommacco. Piccolo inventario dei teatri parlermitani trovati e persi, Palermo, Flaccovio, 1993. ISBN 88-7804-085-1.
- Dizionarietto quotidiano. Da "amare" a "zonzo", 229 voci raccolte da Gioconda Marinelli, Milano, Bompiani, 1997. ISBN 88-452-3117-8.
- Giromondo, con Enzo Biagi, Modena, Panini, 1999. ISBN 88-8290-106-8.
- Fare teatro. 1966-2000, 2 voll., Milano, Rizzoli, 2000. ISBN 88-17-86438-2, ISBN 88-17-86439-0.
- Amata scrittura. Laboratorio di analisi letture proposte conversazioni, Milano, Rizzoli, 2000. ISBN 88-17-86536-2.
- La nave per Kobe. Diari giapponesi di mia madre, Milano, Rizzoli, 2001. ISBN 88-17-86835-3.
- Madri e figlie. Ieri e oggi, con Anna Salvo e Silvia Vegetti Finzi, Roma-Bari, Laterza, 2003. ISBN 88-420-7113-7.
- Dentro le parole. Aforismi e pensieri, Cava de' Tirreni, Marlin, 2005. ISBN 88-6043-003-8.
- I giorni di Antigone. Quaderno di cinque anni, Milano, Rizzoli, 2006. ISBN 88-17-01168-1.
- Passi affrettati, Pescara, Ianieri, 2007. ISBN 88-88302-30-1.
- Sulla mafia. Piccole riflessioni personali, Roma, Perrone, 2009. ISBN 978-88-6004-141-8.
- Il sogno del teatro. Cronaca di una passione, con Eugenio Murrali, Milano, BUR Rizzoli, 2013. ISBN 978-88-17-06776-8.
- La mia vita, le mie battaglie, con Joseph Farrell, Pisa, Della Porta, 2015. ISBN 978-88-96209-22-6.
- Se un personaggio bussa alla mia porta. "Come si racconta...", Roma, Rai Eri, 2016. ISBN 978-88-397-1694-1.
- Il diritto di morire (con Claudio Volpe), Milano, SEM – Società Editrice Milanese, 2018. ISBN 978-88-9390-079-9.
- Il coraggio delle donne (con Chiara Valentini), Bologna, Il Mulino, 2020, ISBN 9788815290588.
- Writing like breathing. Sessant'anni di letteratura, Roma, Gruppo Albatros Il Filo, 2021, ISBN 9788830632219.
- La scuola ci salverà, Milano, Solferino, 2021, ISBN 9788828206385.
- Una rivoluzione gentile. Riflessioni su un Paese che cambia, Milano, Rizzoli, 2021, ISBN 9788817158732.

### Intervjui
- E tu chi eri? Interviste sull'infanzia, Milano, Bompiani, 1973.
- Wanda Raheli. Giovedì 19 giugno 1975, Roma, Seconda Scala, 1975.
- Parlare con Dacia Maraini, di Ileana Montini, Verona, Bertani, 1977.
- Storia di Piera, con Piera degli Esposti, Milano, Bompiani, 1980.
- Il bambino Alberto, Milano, Bompiani, 1986. ISBN 88-17-53452-8.
- Conversazione con Dacia Maraini. Il piacere di scrivere, a cura di Paola Gaglianone, Roma, Omicron, 1995. ISBN 88-86680-06-6.
- Piera e gli assassini, con Piera degli Esposti, Milano, Rizzoli, 2003. ISBN 88-17-87227-X.
- Ho sognato una stazione. Gli affetti, i valori, le passioni, conversazione con Paolo Di Paolo, Roma-Bari, Laterza, 2005. ISBN 88-420-7769-0.
- Il volto delle donne. Conversazione con Dacia Maraini, intervista di Stefano Giovinazzo, Roma, Edizioni della Sera, 2010. ISBN 978-88-904730-6-7.

### Audioknjige
- Piera Degli Esposti legge La lunga vita di Marianna Ucrìa, Roma, Emons Italia, 2011. ISBN 978-88-95703-47-3.

## Filmografija
- L'età del malessere, regia di Giuliano Biagetti (1968)
- La donna invisibile, regia di Paolo Spinola (1969)
- Cuore di mamma, regia di Salvatore Samperi (1969)
- Certo, certissimo, anzi... probabile, regia di Marcello Fondato (1969)
- Uccidete il vitello grasso e arrostitelo, regia di Salvatore Samperi (1970)
- L'amore coniugale, regia di Dacia Maraini (1970)
- Teresa la ladra, regia di Carlo Di Palma (1973)
- Il fiore delle Mille e una notte, regia di Pier Paolo Pasolini (1974)
- Abrami in Africa (1976)
- Aborto: parlano le donne (1976)

## Nagrade i priznanja
- 1962. – Premio Formentor de las Letras
- 1985. – Premio Fregene (Premio del Presidente per la Letteratura)
- 1990. – Premio Campiello (Libro dell'Anno 1990) con La lunga vita di Marianna Ucrìa
- 1995. – Premio Napoli
- 1996. – Medaglia Gabriela Mistral
- 1997. – Premio Flaiano per la narrativa
- 1997. – Premio Fregene per la Comunicazione e Divulgazione Culturale
- 1997. – Premio letterario Brancati per la narrativa
- 1999. – Premio Mondello
- 1999. – Premio Strega per la raccolta di racconti Buio
- 2000. – Premio Porto Venere Donna
- 2000. – Targa Volponi
- 2002. – Premio alla Carriera Letteraria "Anguillara Sabazia"
- 2004. – Premio letterario Castelfiorentino
- 2005. – laurea honoris causa in Studi teatrali presso l'Università degli Studi dell'Aquila
- 2006. – Premio nazionale di Narrativa Lucio Mastronardi alla carriera
- 2007. – Premio Cimitile, sezione di narrativa, con Il gioco dell'universo
- 2007. – Premio La ginestra (Premio speciale fuori concorso)
- 2008. – Premio Calepino
- 2009. – Premio Letterario Nazionale “Carlo Levi” (sezione narrativa)
- 2009. – Laurea honoris causa (Honorary Degree) presso il Middlebury College (Vermont, Stati Uniti d'America)
- 2010. – laurea magistrale honoris causa presso l'Università degli Studi di Foggia
- 2011. – Premio Tarricone
- 2012. – "Premio Angelini"
- 2012. – Premio Fondazione Il Campiello
- 2012. – Alabarda d'oro per la letteratura
- 2012. – Premio ASDOE
- 2013. – Premio Cultura del Mare
- 2014. – cittadinanza onoraria di Bacoli
- 2015. – laurea honoris causa presso l'Università John Cabot (Roma)
- 2016. – Premio Boccaccio
- 2016. – cittadinanza onoraria di Arona
- 2016. – cittadinanza onoraria di Villapiana
- 2016. – Premio letterario Palmi alla carriera
- 2016. – Premio Nazionale Pratola
- 2016. – Premio Manzoni alla carriera
- 2016. – Premio Montale Fuori di Casa 2016, sezione narrativa
- 2017. – Premio il Poggio
- 2017. – Premio Rugarli
- 2017. – Inquieto dell'Anno 2017
- 2018. – Premio Giovenale
- 2018. – Premio Città di Bari
- 2018. – Premio Chiara alla carriera
- 2018. – laurea honoris causa presso l'Università Orientale di Napoli
- 2018. – Fiorino d'oro
- 2019. – Premio PulciNellaMente alla Carriera
- 2019. – Premio Matilde Serao
- 2019. – Premio Franco Cuomo International 2019
- 2020. – Premio Letterario Internazionale Viareggio Répaci alla carriera.
- 2021. – Premio Hemingway.
- 2021. – Premio Cilento Poesia
- 2021. – Premio Letterario Caccuri, con La scuola ci salverà.
- 2021. – Premio Fulvia.
- 2021. – Premio Dessì (Premio speciale della giuria)